# Pätiänsaari
Pätiänsaari är en ö i Finland. Den ligger i sjön Päijänne och i kommunen Toivakka i den ekonomiska regionen  Jyväskylä ekonomiska region  och landskapet Mellersta Finland, i den södra delen av landet, 210 km norr om huvudstaden Helsingfors. Öns area är 5,7 hektar och dess största längd är 370 meter i sydöst-nordvästlig riktning.